# Donaldson's School
La Donaldson's School est l'école nationale écossaise pour les sourds. Située à l'origine à Édimbourg, elle a déménagé vers un nouvel emplacement à Linlithgow en 2008. Il s'agit d'un pensionnat et d'un externat qui propose un enseignement, une thérapie et des soins aux élèves sourds ou ayant des difficultés de communication.

## Histoire
L'école Donaldson a été fondée en 1851 et était située dans le bâtiment de l'hôpital Donaldson à West Coates, à Édimbourg. L'école et le bâtiment ont été financés par Sir James Donaldson (1751-1830), qui était un moment éditeur de l'Edinburgh Advertiser. Le bénéfice initial était qu'il y ait 200 garçons et 200 filles avec des bourses spéciales pour les enfants pauvres. Tous n'étaient pas sourds, même si les candidatures au nom d'enfants sourds étaient encouragées. À partir de 1938, les élèves sont exclusivement sourds.
En 1938, la Donaldson's School absorba le Royal Institute for Deaf and Dumb d'Édimbourg, fondé en 1824. Le siège de l'institut à Henderson Row est ensuite devenu partie intégrante de l'Académie d'Édimbourg.

### Ancien hôpital Donaldson, Édimbourg

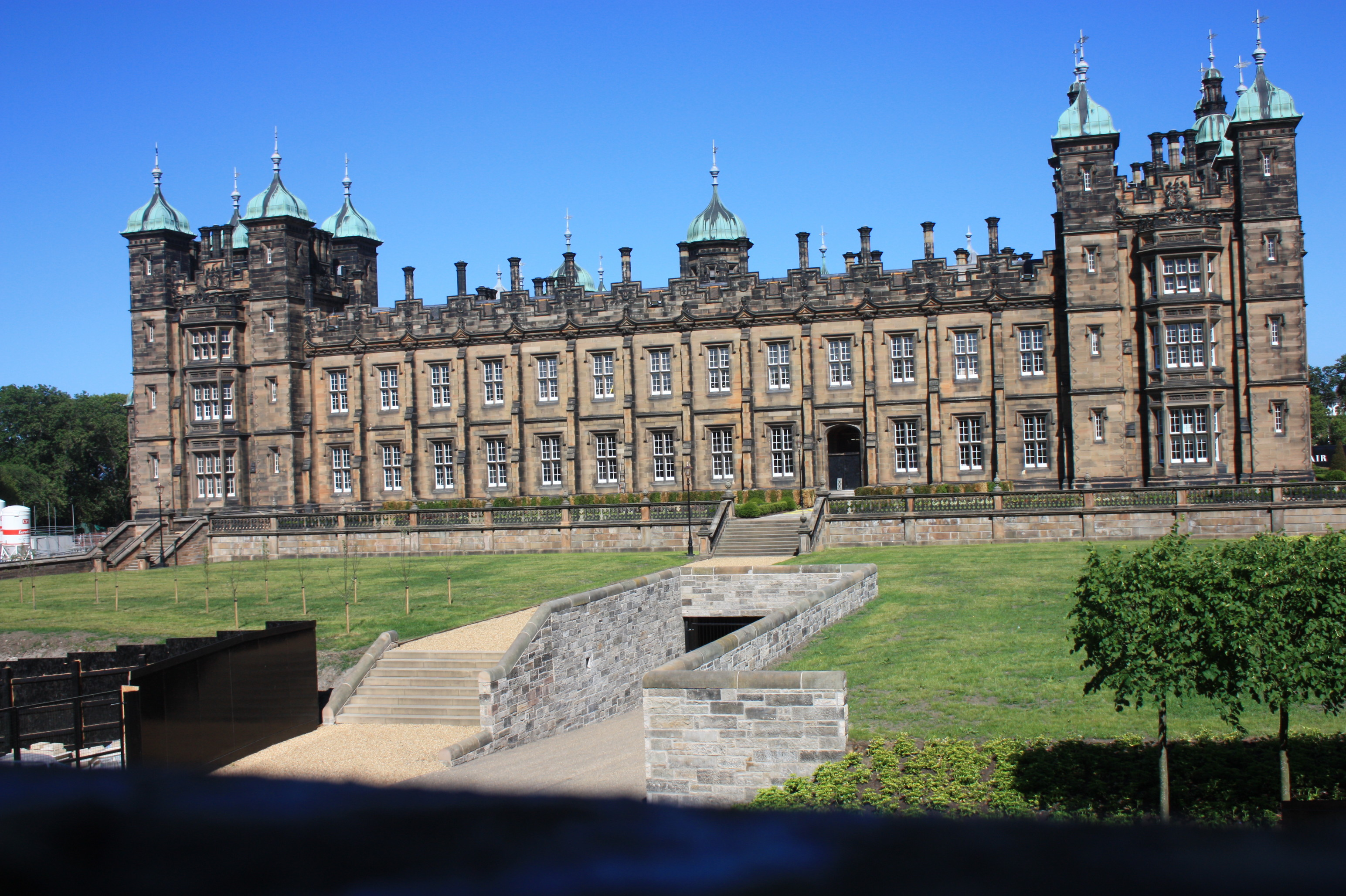
L'élévation ouest de l'école Donaldson

Le bâtiment classé de l'hôpital Donaldson d'Édimbourg a été conçu en 1851 par l'architecte William Henry Playfair dans le style jacobéthain. Le bâtiment est construit autour d'un quadrilatère de style Tudor avec de grandes tours d'angle elles-mêmes composées chacune de quatre tours plus petites. La reine Victoria a inauguré le bâtiment en 1850 et aurait déclaré que le bâtiment était plus impressionnant que nombre de ses propres palais,.
Après plus de 150 ans dans le bâtiment Playfair, l'école Donaldson a finalement conclu que le bâtiment n'était plus adapté à son usage. De nombreuses salles n'étaient plus utilisées, les salles de classe ne pouvaient pas utiliser les dernières technologies éducatives et la fiducie ne pouvait plus se permettre d'entretenir le bâtiment. En 2003, le bâtiment de l'école a été mis en vente et acheté par le promoteur immobilier écossais Cala Homes pour 22 millions de livres sterlings, bien que l'école ait continué à utiliser le bâtiment jusqu'à son déménagement en 2008.
En 2015, un promoteur immobilier a soumis des plans visant à transformer le bâtiment de l'hôpital Donaldson en logements résidentiels de luxe, prévoyant également de construire de nouveaux logements résidentiels de luxe à l'arrière de l'édifice.

### Nouveau site de Linlithgow
Un nouveau campus spécialement construit par Donaldson a ouvert ses portes à Linlithgow en janvier 2008. Le nouveau campus pouvait accueillir jusqu'à 120 élèves : soutenu par le gouvernement écossais, l'emplacement central du nouveau site a rendu les installations plus accessibles aux élèves de toute l'Écosse et du nord de l'Angleterre. En 2015, la directrice a annoncé que l'école subissait des pertes depuis plusieurs années et que la section maternelle de l'école allait fermer.

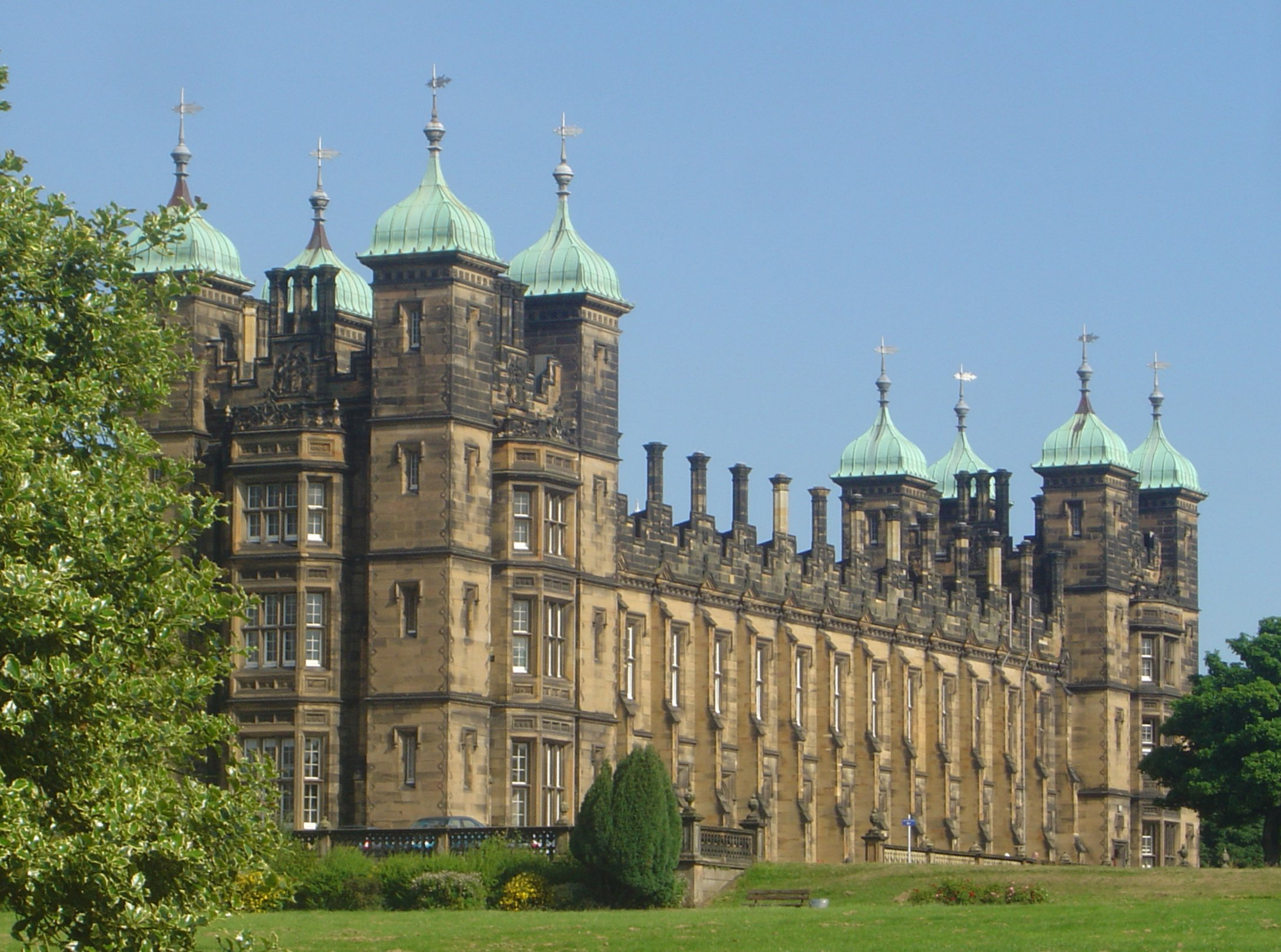
Ancienne maison de Donaldson à West Coates, Édimbourg
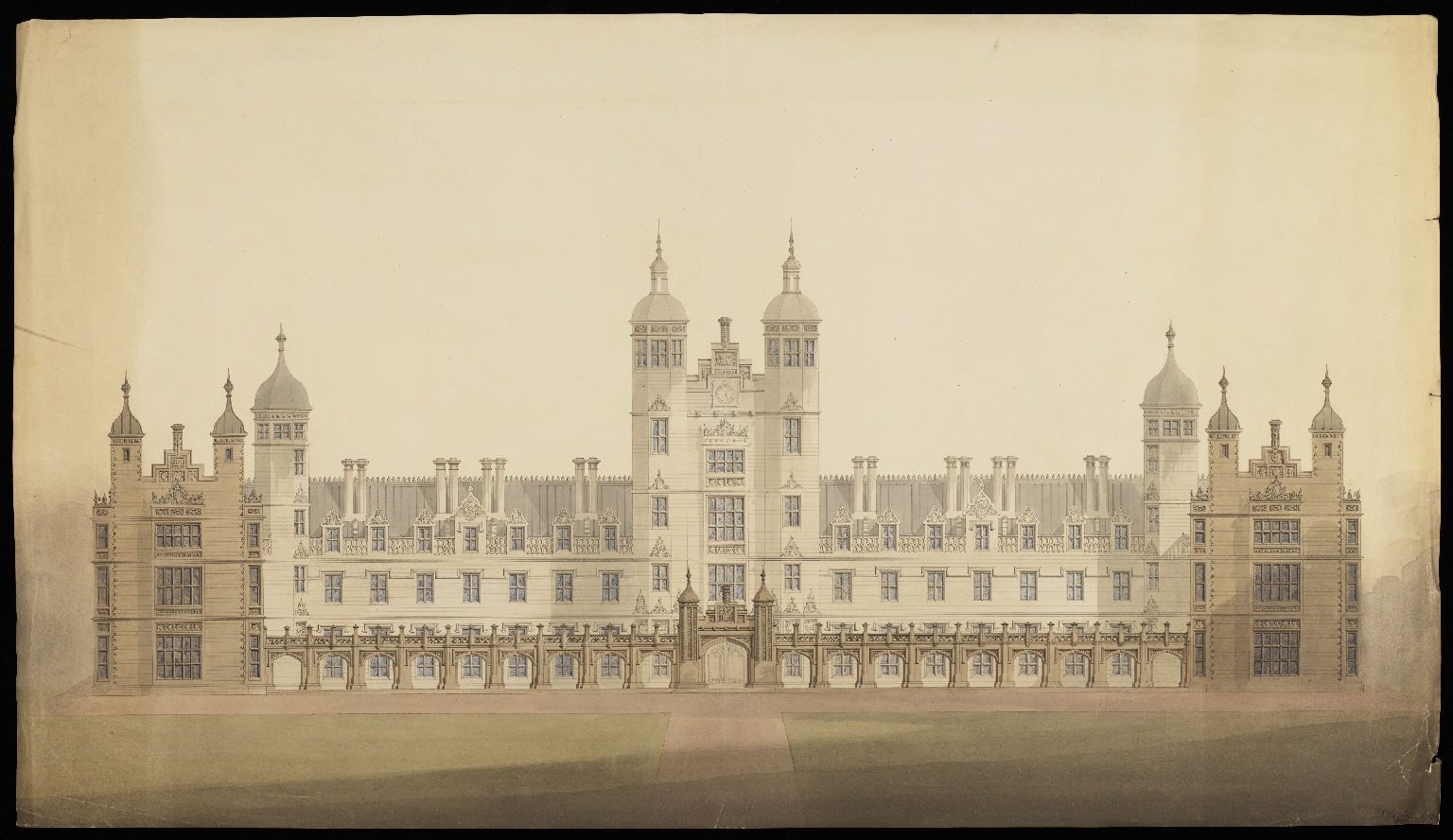
Les collections de l'Université d'Édimbourg